# 洪山菜薹
洪山菜薹是紫菜薹（也称红菜薹、蕓菜薹、蕓薹）的一种，因其原产于湖北省武汉市洪山区而得名。

## 形態
紫菜薹是十字花科芸薹属一年或二年生草本植物，与广东菜心同属不同栽培品種，是小白菜的变种。普通红菜薹高度一般约30厘米，但洪山菜薹高度可达50-60厘米，平均直径约2.5厘米。
洪山菜薹基生叶为长椭圆形或鸡蛋形，叶脉较宽，叶脉和叶柄呈紫色。薹叶细小，多为倒卵形或披针形。花薹接近圆柱形，总状花序顶生。花瓣为浅黄色，与油菜一样呈十字形，花梗细小。角果细长，种子为球形。

## 歷史
洪山菜薹距今已有1700多年的栽培歷史，東漢、三國時，紫菜薹已是普遍食用的蔬菜，魏晉陶弘景《名醫別錄》中記載：
（蕓薹）乃人間所啖菜。
東晉王嘉《拾遺記》中記載：
芸有三種，色紫者上蔬，味辛；色黃者為中蔬，味甘；色青者為下蔬，味咸。常供御膳及宗廟祭祀。
南北朝時，北魏農學家賈思勰在《齊民要術》中记载了蕓薹的种植方法：
蕓薹一畝用子四升，種法與蕪菁同，既生亦不鋤之，十月收蕪菁，訖時收蜀芥。中為鹹淡二菹亦任為乾菜，蕓薹足霜乃收，不足霜即澁，種芥子及蜀芥蕓薹取子者皆二三月好雨澤時種，三物性不耐寒，經冬則死故湏春種，旱則畦種水澆五月熟而收子，蕓薹冬天草覆亦得取子又得生茹供食，崔寔曰：六月大暑中伏後可收芥子，七月八月可種芥。
唐代时，洪山菜薹已是著名蔬菜，因其被列为湖北向皇帝进贡的土特产而被誉为「金殿玉菜」。
明万历年间，李时珍在本草纲目中将蕓薹记载为「唐本草」，称：
此菜易起薹，須採其薹食，則分枝必多，故名蕓薹... 蕓薹乃人間所噉菜也，宗奭曰：蕓薹不甚香，經冬根不死，辟蠧於諸菜中，亦不甚佳。時珍曰：蕓薹方藥多用，諸家註亦不明，令人不識為何菜。珍訪考之，乃今油菜也，九月十月下種，生葉形色微似白菜，冬春採薹心為茹，三月則老不可食。開小黄花，四瓣如芥花，結莢收子亦如芥子。灰赤色，炒過榨油黃色，燃燈甚明，食之不及蔴油近人因有油利，種者亦廣云。
清康熙13年编写的《武昌縣誌》中，對洪山菜薹有如下記載：
味尤佳，它處皆不及... 距城三十里則變色矣，詢別種也。
清乾隆12年编写的《漢陽縣誌》中，则描写洪山菜薹：
芸莲，紫干亭亭，茎叶肥泽，在冬蔬中，味清而胰，种宜肥壤，秋植冬可预类。
1907年，徐毓华《湖北乡土地理》中记载：
马鞍之煤、宝通寺之菜，黄鹄矶头之鲤，均占优胜之土物也。

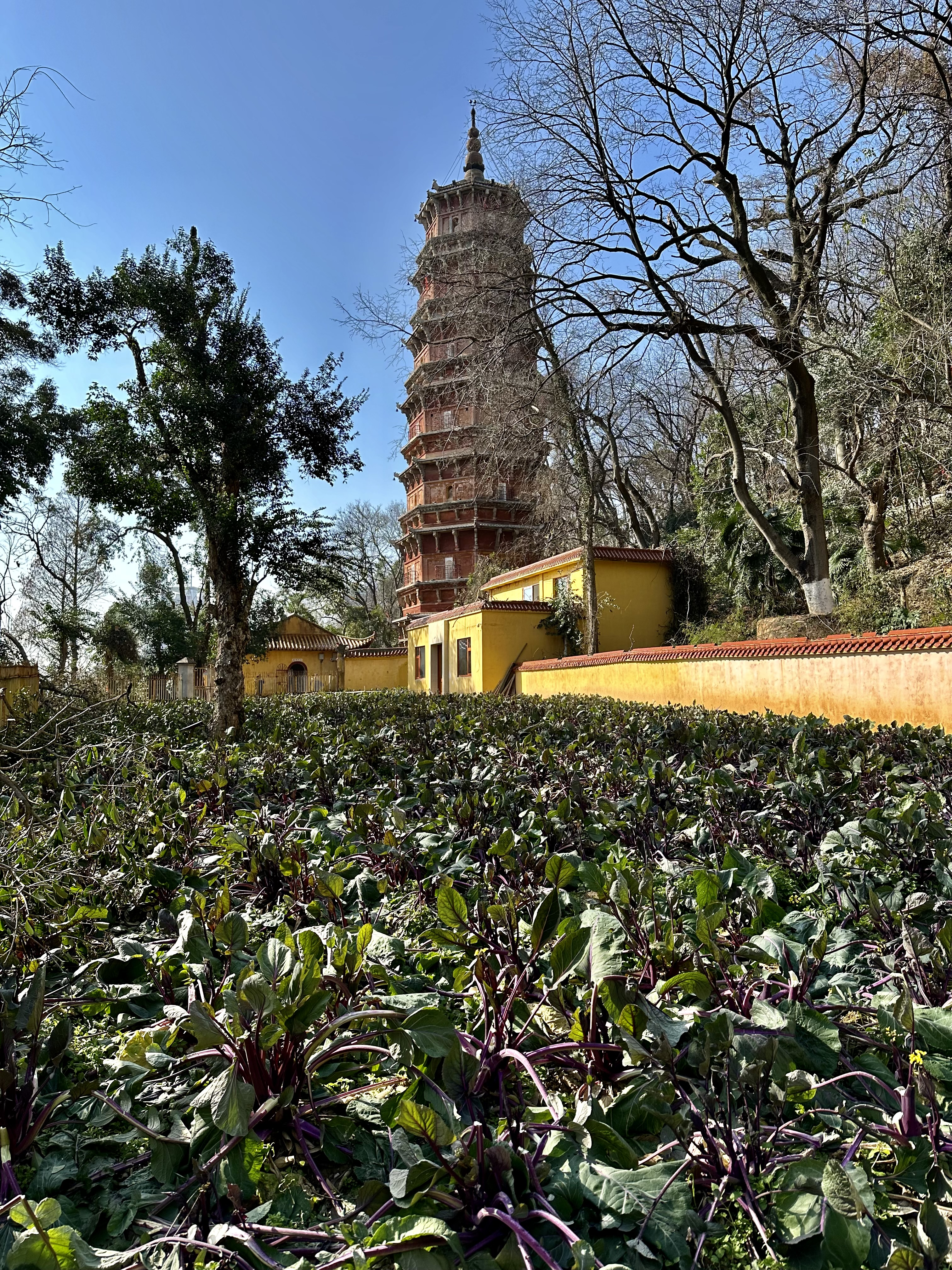
宝通寺洪山宝塔下一块种植菜薹的田地

1996年出版的《江夏史志》中，将洪山菜薹的原產地总结为：「洪山寶通寺至卓刀泉九嶺十八凹」。所谓「九嶺十八凹」，指的是西起石牌嶺、東至卓刀泉古廟對面的廟前山，总共方圓三十里的地界，若遷地移植，不僅顏色会不同，口味也有差異。這一地区與别处不同的「小氣候」在于：從洪山至卓刀泉的一片丘陵地帶，北有洪山阻隔寒風、南有曬湖，氣候溫暖潮濕。千百年來，因長江洪水漫溢，洪水所挟的泥沙在洪山寶通禪寺一帶沉積，使得当地土壤成为灰潮土，包括鈣在内的微量元素含量較高。加之過去的洪山一帶，樹木、泉眼眾多，菜薹得以通过泉水澆灌。經過歷代耕作，先天与后天条件共同造就了洪山菜薹独有的特質。
20世纪80年代起，随着改革开放，武漢主城區面积不断扩大、洪山菜薹的原产地急剧缩小，到2003年时，原产地总面积已不足30亩。2004年，洪山區政府將原產地洪山菜薹扩大至80餘畝并納入只許種菜、不許開發的保護「紅線」，随后成立了洪山菜薹协会，负责管理洪山菜薹的育种和种植。2004年12月18日举办了首届洪山菜薹文化节，至2023年12月22日已经举办了八届。
2005年12月31日，中國国家质量监督检验检疫总局将洪山菜薹列为中國地理標誌產品，地理标志保护范围为湖北省武汉市洪山区洪山乡、九峰乡、花山镇3个乡镇。
2017年，“洪山菜薹”获登记成为农业部农产品地理标志农产品。
2020年12月17日上午，第17届中国武汉农业博览会评选出十大武汉特色伴手礼，洪山菜薹名列榜首。

## 种类与分级
洪山菜薹原有3个核心品种：大股子、胭脂红、一窝丝。一窝丝已失传，胭脂红也只剩极少量农户种植。目前，一般“大股子”即被视为正宗洪山菜薹。民间传说，武汉最正宗的洪山菜薹产自宝通寺钟声所及之处，这片地因此被称为“钟声地”，占地约8.7亩。而冬天阳光照射，洪山宝塔投下的阴影所覆盖的一块扇形区域内的田地被称为“塔影田”，占地约2.1亩，其中出产的菜薹被誉为“金殿御菜”。作为武汉冬季时令蔬菜，洪山菜薹已成为武汉具有地理标志性的年货产品，目前武汉市农业农村局根据产地和特定标准将洪山菜薹分为三级：
- 寶通寺出產的洪山菜薹屬於「金標」產品，寺內種植面積不到2畝，每年總產量不超過600斤；
- 洪山區內、洪山菜薹原產地之一的老橋村出產的洪山菜薹屬於「銀標」產品，種植面積約300畝；
- 蔡甸區與江夏區出產的洪山菜薹屬於「普標」產品，種植面積超过1000畝。

## 文化
1994年出版的《洪山文史 第7辑》中，记录了关于洪山菜薹起源的两种传说：
- 1700多年前，洪山脚下的小村子有个叫玉叶的姑娘，邻村有个叫田勇的小伙，二人互相爱慕。一年三月，二人到洪山游玩，被人称“恶太岁”的杨熊撞见。杨熊见玉叶是个美女，命令兵勇将她抢走。田勇奋力将玉叶救出、拉着她往山下跑，杨熊于是叫兵勇将二人乱箭射死，田勇和玉叶的血当即染红了脚下的土地。杨熊一伙人正要逃跑，全部突遭雷擊死。事后，当地乡亲将田勇和玉叶埋在二人遇难的地方，后来坟堆周围长满了紫红色的菜苗，乡亲们便常给菜苗浇水施肥。同年秋天，当地遭遇蝗災、粮食绝收，乡亲们不得已将坟堆周围紫红菜的薹杆采集后食用，觉得甜脆清香，且可不断收获，最终得以依靠这种蔬菜度过了荒年。秋后，当地人纷纷采集了菜籽在自家菜园里种植，有空时再把菜薹挑到城里去贩卖，城里人吃到这种罕见的蔬菜亦赞不绝口，红菜薹因而出名；
- 唐朝开国元勋尉迟敬德出任襄州都督时，路过江夏县（今武昌），鄂州刺史令人预备了一桌酒宴，然而尉迟敬德却对山珍海味不感兴趣，唯独餐末上桌的一道紫色蔬菜令他赞不绝口。尉迟敬德未见过此菜、不知其名。鄂州刺史称：“这是楚天名菜‘芸薹’，与武昌鱼齐名。”尉迟敬德临行时未收绑州刺史为他准备的礼物，唯独要了一筐芸薹菜，并嘱咐鄂州差役每年给他送一筐芸薹菜。然后随后三年，迟迟未有芸薹菜送到，心情急躁的尉迟敬德派人到江夏催促。差役返回后向尉迟敬德报称，东山（洪山）出了“井妹湖铎” ，芸薹都被妖怪吃了。尉迟敬德不相信，于是带领人马来到江夏查明情况，却果然看见一大片芸薹菜全都有叶无薹。这时，弥勒寺（今宝通寺）的住持率僧众出门迎接，并对尉迟敬德说：“整治这些妖怪不难，只需在东山南麓、敝寺的西面建一座七层八面的宝塔即可。”尉迟敬德听闻后，进京请皇帝赐金建塔，唐太宗随即下诏，拨银万两、命尉迟敬德建塔。不过，洪山宝塔建成前，尉迟敬德已离世。从此，人们认为宝塔投影之地、寺院钟声覆盖的“学垄田”生长的菜薹品质最为上乘。

與洪山菜薹相關的詩句有：
雪圃乍开红菜甲，彩幡新翦绿杨丝。——韦庄《立春》（唐）

不須考究食單方，冬日人家食品良；米酒歸元宵夜好，鯿魚肥美菜薹香。——徐鵠庭《漢口竹枝詞》（清）

甘說周原薺，辛傳蜀國椒。不圖江介產，又有菜薹標。紫干經霜脆，黃花帶雪嬌。晚菘珍黑白，同是楚中翹。 ——王景彝《琳斋诗稿》（清）
除此以外，洪山菜薹还有许多与名人相关的传说与故事，“洪山菜薹传说”于2015年8月入选武汉市第五批非物质文化遗产名录：
- 三国时期，孙权的母亲孫破虜吳夫人病中思念洪山菜薹，孙权出于孝顺，命人守候种植、为母亲解馋，成为“孝子菜”典故；
- 北宋时期，苏轼兄妹曾三次造访武昌、专为品尝洪山菜薹；
- 清同治年间，李鸿章的兄长李瀚章任湖广总督期间尤其喜欢吃洪山菜薹，离任前想将菜薹引回安徽老家种植，最终未能成功；慈禧太后亦爱吃洪山菜苔，经常派人到武昌洪山索取；
- 民国初年，湖北籍的黎元洪在北平担任大总统期间，冬天派遣专人采购洪山菜薹。新鲜蔬菜经过长途运输到达北平后，原有的色泽与鲜味均有损失，于是将洪山的泥土装上火车运往北平试种，但用此方法在北平收获的菜薹色、昧均与原产地生长的洪山菜薹有差距，最终放弃在北平种菜薹、恢复用火车直接运送菜薹至北平；
- 中华人民共和国成立后，在中央工作的湖北籍领导如董必武和李先念都喜爱家乡土产，每年冬春委托湖北省派专人在洪山采购菜薹，运往北京供老同志食用。

## 食用

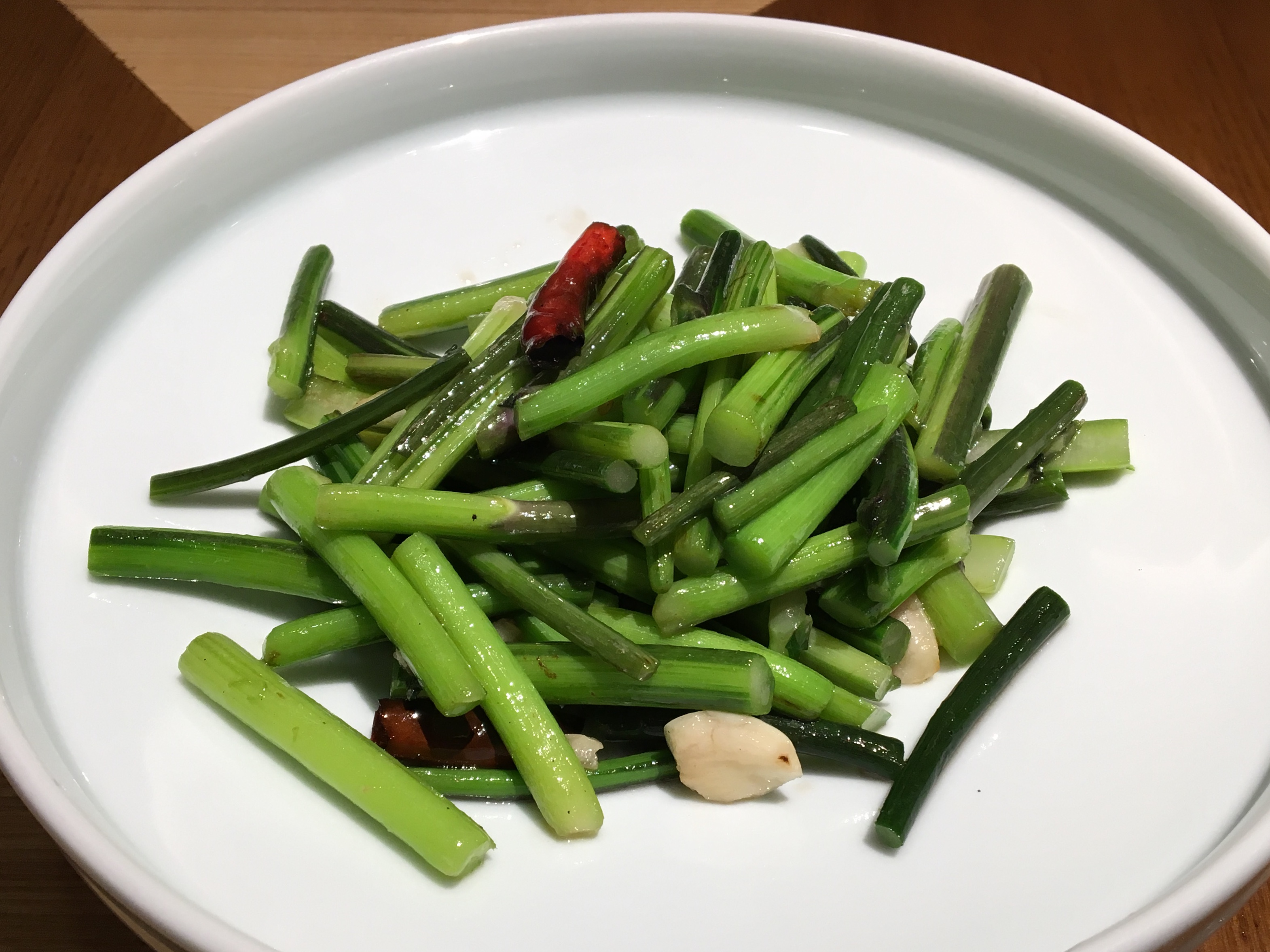
清炒洪山菜薹

洪山菜薹及其所属的十字花科芸薹属植物通常富含包括蛋白質、胡蘿蔔素、抗壞血酸、礦物質和多種維生素在内的营养成分，因而从營養學角度常被视为一種優質蔬菜。一般而言，打霜过后的菜薹甜脆、口感达到最佳状态。
1997年出版的《中國名菜荊楚風味》中，收录了一道“紫菜薹炒腊肉”，其中注明“菜薹以武昌洪山所产肥壮鲜嫩的为好”为工艺关键之一。有楚菜厨师认为，洪山菜薹立冬前适合清炒，立冬后则更适合与腊肉同炒。无论是清炒还是与腊肉同炒，均讲究用急火快速翻炒出鑊氣，才能使成菜口感脆嫩。